# Los Coyotes
Los Coyotes är en ort i Mexiko.   Den ligger i kommunen Tacámbaro och delstaten Michoacán de Ocampo, i den södra delen av landet, 250 km väster om huvudstaden Mexico City. Los Coyotes ligger 1 611 meter över havet och antalet invånare är 243.
Terrängen runt Los Coyotes är lite bergig. Runt Los Coyotes är det ganska tätbefolkat, med 80 invånare per kvadratkilometer. Närmaste större samhälle är Tacámbaro de Codallos, 7,8 km öster om Los Coyotes. I omgivningarna runt Los Coyotes växer huvudsakligen savannskog.